# Kaizer Chiefs Football Club
O Kaizer Chiefs Football Club é um clube de futebol da África do Sul, da cidade de Johannesburgo.  A equipe compete na Campeonato Sul-Africano de Futebol (PSL). Suas cores são amarelo e preto.

## História
O Kaizer Chiefs foi fundado em 1970, pelo então futebolista Kaizer Motaung, que acabara de volta ao seu país após competir na liga americana pelo Atlanta Chiefs. Ele combinou seu primeiro nome, com o nome de seu clube para fundar o Kaizer Chiefs.

## Clássico de Soweto
O Soweto Derby é o clássico sul-africano entre Kaizer Chiefs e Orlando Pirates FC. Ambos são da mesma cidade, embora tenham sua sede em regiões diferentes.

## Estatísticas de Orlando Pirates contra Kaizer Chiefs
Estatísticas do Derby de Soweto (Kaizer Chiefs contra Orlando Pirates)
| Número de jogos             | 182 |
| Vitórias do Kaizer Chiefs   | 74  |
| Vitórias do Orlando Pirates | 48  |
| Empates                     | 54  |

## Títulos
| CONTINENTAIS | CONTINENTAIS              | CONTINENTAIS | CONTINENTAIS                                                                             |
|              | Competição                | Títulos      | Temporadas                                                                               |
| ------------ | ------------------------- | ------------ | ---------------------------------------------------------------------------------------- |
|              | Recopa Africana           | 1            | 2001                                                                                     |
| NACIONAIS    |                           |              |                                                                                          |
|              | Competição                | Títulos      | Temporadas                                                                               |
|              | Campeonato Sul-Africano   | 13           | 1974, 1976, 1977, 1979, 1981, 1984, 1989, 1991, 1992, 2003-04, 2004-05, 2012-13, 2014-15 |
|              | Copa da África do Sul     | 14           | 1971, 1972, 1976, 1977, 1979, 1981, 1982, 1984, 1987, 1992, 2000, 2006, 2013, 2025       |
|              | Copa da Liga Sul-Africana | 13           | 1983, 1984, 1986, 1988, 1989, 1997, 1998, 2001, 2003, 2004, 2007, 2009, 2010             |
|              | Taça MTN 8                | 12           | 1974, 1976, 1977, 1981, 1982, 1985, 1987, 1989, 1991, 1992, 1994, 2001                   |

## Elenco
Atualizado em 31 de outubro de 2020. 
Legenda
- : Capitão
- : Jogador suspenso
- : Jogador lesionado

## Estrangeiros
Os estrangeiros que atuam pelo clube:
- Onismor Bhasera
- Valery Nahayo
- Jonathan Quartey
- José Torrealba
- Ibezito Ogbonna
- Tinashe Nengomasha
- Gordon Gilbert

## Jogadores notáveis
- Doctor Khumalo ("16V")
- Jabu Pule ("Shuffle")
- Brian Baloyi ("Spiderman")
- Collins Mbesuma ("Ntofo-Ntofo")
- Patrick Ntsoelengoe ("Ace")
- Fani Madida ("Didiza")
- Lucas Radebe ("Rhoo")
- Pollen Ndlanya ("Trompies")
- Neil Tovey ("Codesa")
- Stanton Fredericks ("Stiga")
- Siyabonga Nomvete ("Bhele")
- John Moshoeu ("Shoes")
- Gary Bailey ("Lekgowa")
- José Torrealba

## Treinadores notáveis
- Muhsin Ertuğral 1999-2003, 2007-Presente
- Ernst Middendorp 2005-2007
- Ted Dumitru 1986-1987, 2003-2005
- Paul Dolezar 1997-1999
- Philippe Troussier 1994
- Jeff Butler 1988-1989, 1991-1992
- Joe Frickleton 1984-1986
- Orlando Casares 1981-1984
- Kaizer Motaung 1970-1972-1973 1976-1978

## Recordes do clube
- Mais presenças –  Doctor Khumalo 397
- Mais gols –  Marks Maponyane 85
- Mais chamado para a seleção –  Siphiwe Tshabalala 58
- Mais presenças em uma temporada –  Neil Tovey 52 (1992)
- Mais gols em uma temporada (todas as compeitções) –  Collins Mbesuma - 35 2004/05 (Recorde Anterior  Fani Madida 34 em 1991)
- Maior Vitória – 9–1 vs Manning Rangers (Coca-Cola Challenge – 23 Março 1996)
- Maior Derrota – 1-5 vs AmaZulu F.C. (Liga - 8 de junho de 1986), Orlando Pirates (Liga - 3 de novembro de 1990)

## Uniformes

### Uniformes atuais
- 1º - Camisa amarela, calção e meias amarelas;
- 2º - Camisa preta, calção e meias preta.

| Primeiro Uniforme | Segundo Uniforme |

### Uniformes dos goleiros
- Camisa verde, calção e meias verdes;
- Camisa roxa, calção e meias roxas;
- Camisa vermelha, calção e meias vermelhas.

| Cores do Time · Cores do Time · Cores do Time · Cores do Time · Cores do Time | Cores do Time · Cores do Time · Cores do Time · Cores do Time · Cores do Time | Cores do Time · Cores do Time · Cores do Time · Cores do Time · Cores do Time |

### Uniformes anteriores
- 2014-15

| Primeiro | Segundo |

- 2013-14

| Primeiro | Segundo |

- 2012-13

| Primeiro | Segundo |

- 2011-12

| Primeiro | Segundo |

- 2010-11

| Primeiro | Segundo |